# Карнарвон (замок)
Карна́рвон (англ. Caernarfon Castle, валл. Castell Caernarfon) — средневековый замок, расположенный в городе Карнарвон, округ Гуинет, Уэльс, Великобритания. С конца XI века и вплоть до 1283 года на месте современного замка был расположен деревянный замок норманнского типа (англ. motte-and-bailey). В 1283 году под руководством короля Англии Эдуарда I на месте старого деревянного начали возводить каменный. Замок сооружался в рамках крупномасштабной программы Эдуарда I по усилению английского влияния в Уэльсе, в ходе которой были созданы другие замки (Бомарис, Конуи, Харлех), а также основаны новые города (Флинт, Аберистуит, Ридлан). Замок является выдающимся примером военной архитектуры Западной Европы XIII—XIV веков.

## История

### Римская империя
Первые укрепления в местности, на которой сейчас находятся замок Карнарвон и одноименный город, были сооружены римлянами. Их военное поселение (каструм), которое они назвали Сегонций (лат. Segontium), находилось на окраинах современного Карнарвона. Поселение находилось у берега реки Сеент, впадающей в пролив Менай. Название города Карнарвон происходит от римского поселения. На валлийском языке населённый пункт был известен как «y gaer yn Arfon», что означает «укрепление напротив острова Мон». Мон (вал. Môn) — валлийское название острова Англси. После того, как римляне покинули Британию в начале V века н. э., о Сегонции известно довольно мало.

### Норманнское завоевание

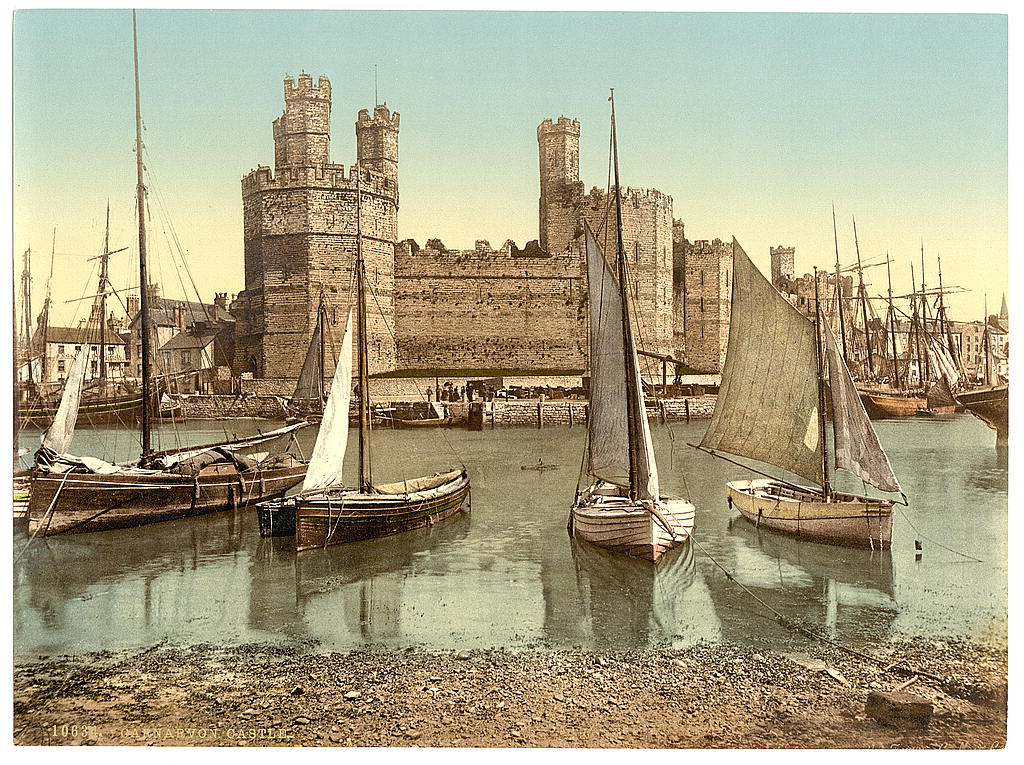
Карнарвон, 1889 год

В 1066 году Вильгельм, герцог Нормандии, вторгся в Англию. Завоевав Англию, Вильгельм решил подчинить себе уэльские земли. Согласно «Книге страшного суда», Вильгельм назначил наместником Уэльса Роберта Рудланского в 1086 году, который был убит через два года валлийцами. Его двоюродный брат, граф Честер, Гуго д'Авранш смог восстановить контроль над Уэльсом и построил три замка: один в Мерионетшире, второй — на острове Англси, третий — у Карнарвона. Карнарвонский замок находился на мысе, образованном рекой Сеент и отделённом от острова Англси проливом Менай. Это был замок норманнского типа (англ. motte-and-bailey), защищаемый деревянным частоколом и возвышенностью. Возвышенность (англ. motte) впоследствии была использована при постройке каменного замка Эдуардом I; точное расположение жилых и хозяйственных построек (англ. bailey) неизвестно. Предположительно, они находились к северо-востоку от укрепления. Возможно, на возвышенности находилась деревянная оборонительная башня (англ. keep). В 1115 году валлийцы вновь восстановили свою власть над Гвинедом, и замок перешёл во владение принцев Уэльских. Из документов той эпохи известно, что в замке останавливались Лливелин Великий и Лливелин Последний.

### Замок Эдуарда I

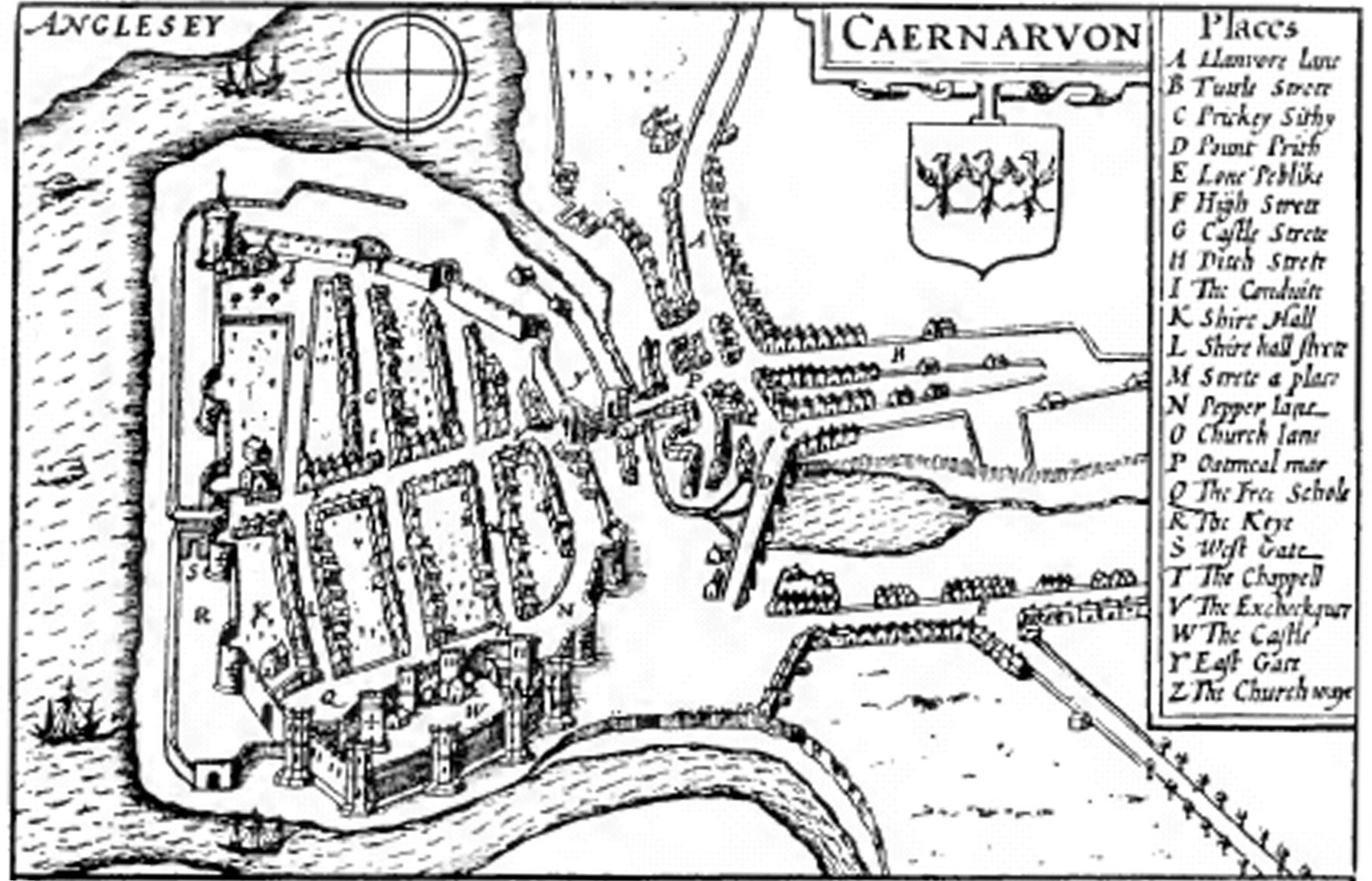
Карта Карнарвона 1610 года. Замок находится к югу от города.

22 марта 1282 года вспыхнула очередная война между Англией и Уэльсом. 11 декабря того же года погиб принц Уэльский Лливелин ап Грифид. Давид ап Грифид, младший брат Лливелина, оставшись без его помощи, продолжил воевать с Англией, но безуспешно. В мае 1283 года пал последний замок Давида — замок Долбадарн, в июне того же года Давид был захвачен в плен, а позже жестоко казнён.
Давид был последним принцем Уэльским — не англичанином. После поражения Уэльса в войне титул принца Уэльского стали носить наследники английского престола, начиная с Эдуарда II (получившего титул в 1301 году), сына Эдуарда I, родившегося в замке Карнарвон в апреле 1284 года.

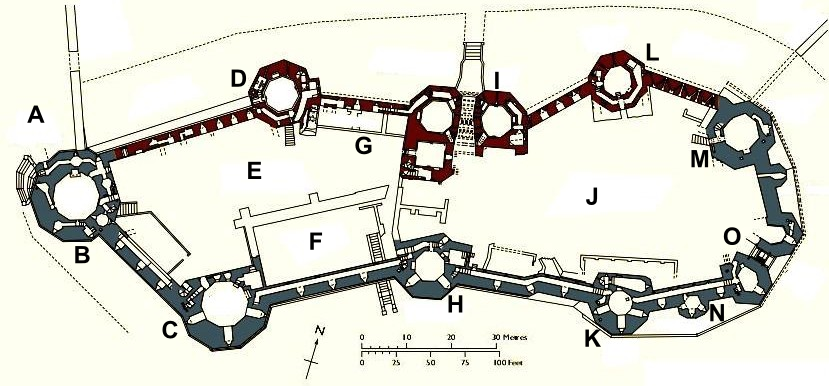
Схема замка

После победы в войне Эдуард I приступил к усилению английского влияния над Уэльсом. Кроме замка в Карнарвоне, Эдуард начал строительство замков Конуи, Харлех. Ответственным за строительство замка был Джеймс из Сент-Джорджа, выдающийся военный архитектор того времени. Согласно хроникам «Цветы истории» (лат. Flores Historiarum), во время проведения строительных работ в Карнарвоне было найдено тело римского императора Магна Максима, которое было перезахоронено в местной церкви.
Кроме замка был изменён и сам город: были добавлены городские стены, соединённые с замком, была построена новая пристань. Первое упоминание о строительстве в Карнарвоне датируется 24 июня 1283 года, когда был вырыт ров, отделявший замок от города, расположенного к северу. Вокруг места расположения будущего каменного замка был поставлен временный частокол (лат. bregatium), призванный защищать это место до тех пор, пока не были бы воздвигнуты стены замка. Древесина завозилась водным путём из довольно отдалённых мест (таких, как Ливерпуль). Камень же доставлялся из соседних мест, таких как остров Англси. Сотни человек были заняты выкапыванием рва и заложением фундамента для будущего замка. Место строительства замка становилось всё больше и начало залезать на город, в результате чего некоторые постройки города были уничтожены. Жители уничтоженных домов получили компенсацию только три года спустя. Параллельно со строительством стен замка строились деревянные апартаменты для Эдуарда I и его супруги Элеоноры Кастильской, посетивших Карнарвон в середине июля 1283 года и остановившихся в замке на месяц.
Историк архитектуры Арнольд Тейлор полагает, что когда Эдуард I и его супруга Элеонора посетили Карнарвон во время Пасхи в 1284 году, Орлиная башня (англ. Eagle Tower) была уже построена. В статуте об Уэльсе, вышедшем в Ридлане 3 марта 1284 года говорится, что Карнарвон был наделён правами города, имеющего своих представителей в Парламенте (англ. borough), а также административного центра графства Гвинед.
Стены города были почти построены уже к 1285 году. Работы же над замком продолжались. В 1289 году расходы на строительство замка были незначительны, а в 1292 году прекратились. Эдуард I потратил 80 000 фунтов стерлингов на строительство замков в Уэльсе в период с 1277 по 1304 год, а в период с 1277 по 1329 год — 95 000 фунтов стерлингов. К 1292 году на строительство замка и городских стен ушло 12 000 фунтов стерлингов. После строительства южной стены и городских стен, окружавших Карнарвон в защитное кольцо, должен был строиться северный фасад замка.
В 1294 году валлийцы подняли восстание под предводительством Мадога ап Лливелина. Карнарвон, будучи административным центром и символом английской власти в Уэльсе, был первоочередной целью для валлийцев. В сентябре они захватили город, нанеся сильные повреждения стенам города. Замок был защищён лишь рвом и временными укреплениями, вследствие чего был быстро захвачен. Вскоре после этих событий начался сильный пожар. Летом 1295 года англичане выдвинулись в поход на Карнарвон, и уже в ноябре того же года принялись заново сооружать укрепления. Городским стенам отдавался наивысший приоритет, благодаря чему восстановительные работы удалось закончить за два месяца до окончания запланированного срока. Восстановление обошлось английской казне в 1195 фунтов стерлингов (примерно половина суммы, первоначально затраченной на стены). После этого все усилия были направлены за завершение строительства замка, остановленные в 1292 году. После подавления восстания Эдуард решил построить замок Бомарис на острове Англси. Контролировать работу должен был Джеймс из Сент-Джорджа, в результате чего контроль за строительством замка в Карнарвоне взял на себя другой военный архитектор — Уолтер из Херефорда. К концу 1301 года на северную стену и башни были затрачены дополнительные 4500 фунтов стерлингов. Расходы в период с ноября 1301 года по сентябрь 1304 неизвестны, возможно из-за того, что многие занятые строительством люди были переброшены на север для помощи в войне с Шотландией. Согласно документам тех лет, в октябре 1300 года Уолтер из Херефорда был в Карлайле. Осенью 1304 года он вернулся в Карнарвон, и работы возобновились. После его смерти в 1309 году его место занял Генри из Эллертона. Возведение замка продолжалось без существенных простоев в работе вплоть до 1330 года.
Всего в период с 1284 по 1330 год на строительство замка было затрачено от 20 000 до 25 000 фунтов стерлингов. Это была огромная сумма по тем временам. Последующие строительные работы в замке были незначительные, и всё, что осталось от замка — в основном сохранилось со времён правления Эдуарда I. Несмотря на большие расходы, многое, что планировалось построить в замке, не было до конца осуществлено. Например, тыльные части ворот Короля (вход со стороны города) и ворот Королевы (вход с юго-восточной стороны) были оставлены незавершёнными.

### Период с XIV века по наши дни

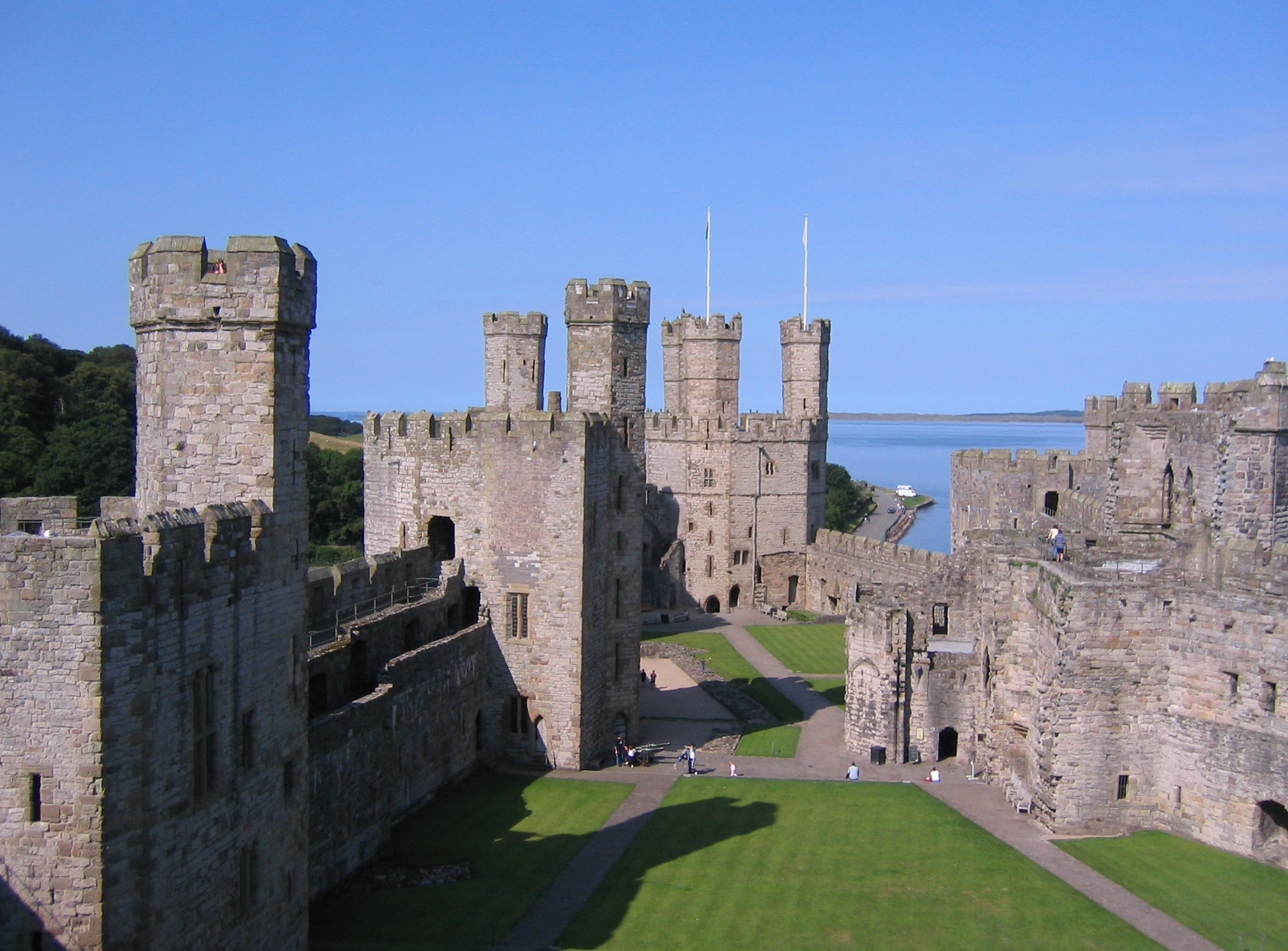
Внутренний двор

Карнарвон, будучи столицей северного Уэльса, имел постоянный гарнизон. Первые два столетия после правления Эдуарда I между валлийцами и англичанами отношения были довольно напряжёнными. Наблюдалось оттеснение валлийцев от наиболее важных должностей. В начале XV века напряжённость вылилась в очередное восстание (1400—1415 годов), которое возглавил Оуайн Глиндур. Во время восстания замок Карнарвон был одной из самых главных целей повстанцев. Осаждён в 1401 году. В ноябре того же года у замка произошла битва (англ. Battle of Tuthill) между его гарнизоном и повстанцами, закончившаяся безрезультатно для обеих сторон. В 1403 — 1404 годах замок снова находился в осаде валлийцев и их союзников-французов; численность гарнизона к тому времени составляла около 30 человек.
Вступление в 1485 году на английский престол династии Тюдоров, имевших валлийские корни, предвещало изменения в управлении Уэльсом. При их правлении враждебность между двумя народами заметно уменьшилась. В результате английские замки, построенные в Уэльсе, включая замок в Карнарвоне, перестали играть существенную роль по удержанию Уэльса за Англией и были заброшены.

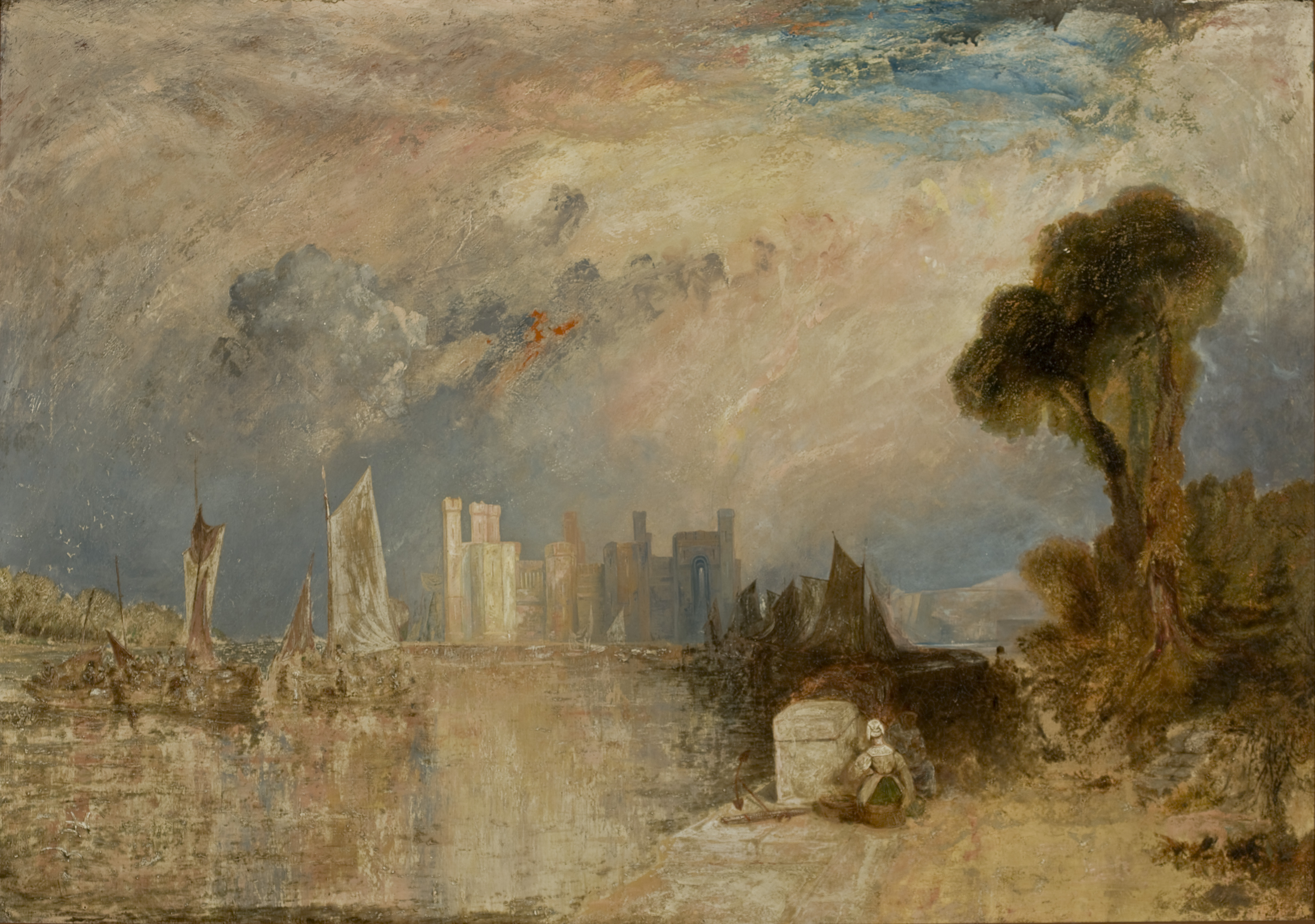
Уильям Тёрнер. «Замок Карнарвон», 1830—1835

Стены замка и башни, будучи каменными, оставались в хорошем состоянии. Но всё, что было сделано из дерева (например, крыши), сгнило. Известно, что к 1620 году крыши имели только Орлиная башня и ворота Короля (англ. King's Gate). Здания и сооружения внутри замка также были в плохом состоянии, так как всё ценное (стекло и железо) с них было снято. Несмотря на своё обветшалое состояние замок, будучи контролируем во время Гражданской войны роялистами, был осаждаем сторонниками Парламента три раза. Комендантом крепости был Джон Байрон, 1-й барон Байрон. В 1646 году замок сдался войскам Парламента. После этого замок Карнарвон больше не участвовал ни в каких войнах. В 1660 году вышел приказ о его разрушении, но работа по его разрушению была быстро прервана и, возможно, никогда не начиналась.
Замок находился в запущенном состоянии вплоть до конца XIX века. Начиная с 1870-х правительство начало выделять средства для того, чтобы привести его в порядок. Обязанность за контролированием работ взял на себя Лливелин Тернер. Были починены лестницы, зубцы стен и башен, крыши; ров, несмотря на сопротивление местных жителей, был очищен от построек, так как они портили вид. Под покровительством Управления общественных работ замок, начиная с 1908 года, получил защиту как здание, имеющие важное историческое значение. В 1911 году впервые в замке Карнарвон была проведена церемония присвоения титула (инвеститура) принца Уэльского Эдуарду VIII. В 1969 году в замке проводилась инвеститура принца Чарльза. Несмотря на то, что замок является собственностью английской короны с момента его постройки, он находится под охраной CADW (организация по охране исторических памятников Уэльса).
В 1986 году замок вошёл в состав Объекта Всемирного наследия ЮНЕСКО «Замки и городские стены Короля Эдуарда I в Гвинеде» (англ. Castles and Town Walls of King Edward I in Gwynedd). В замке находится музей валлийских королевских стрелков.

## Архитектура

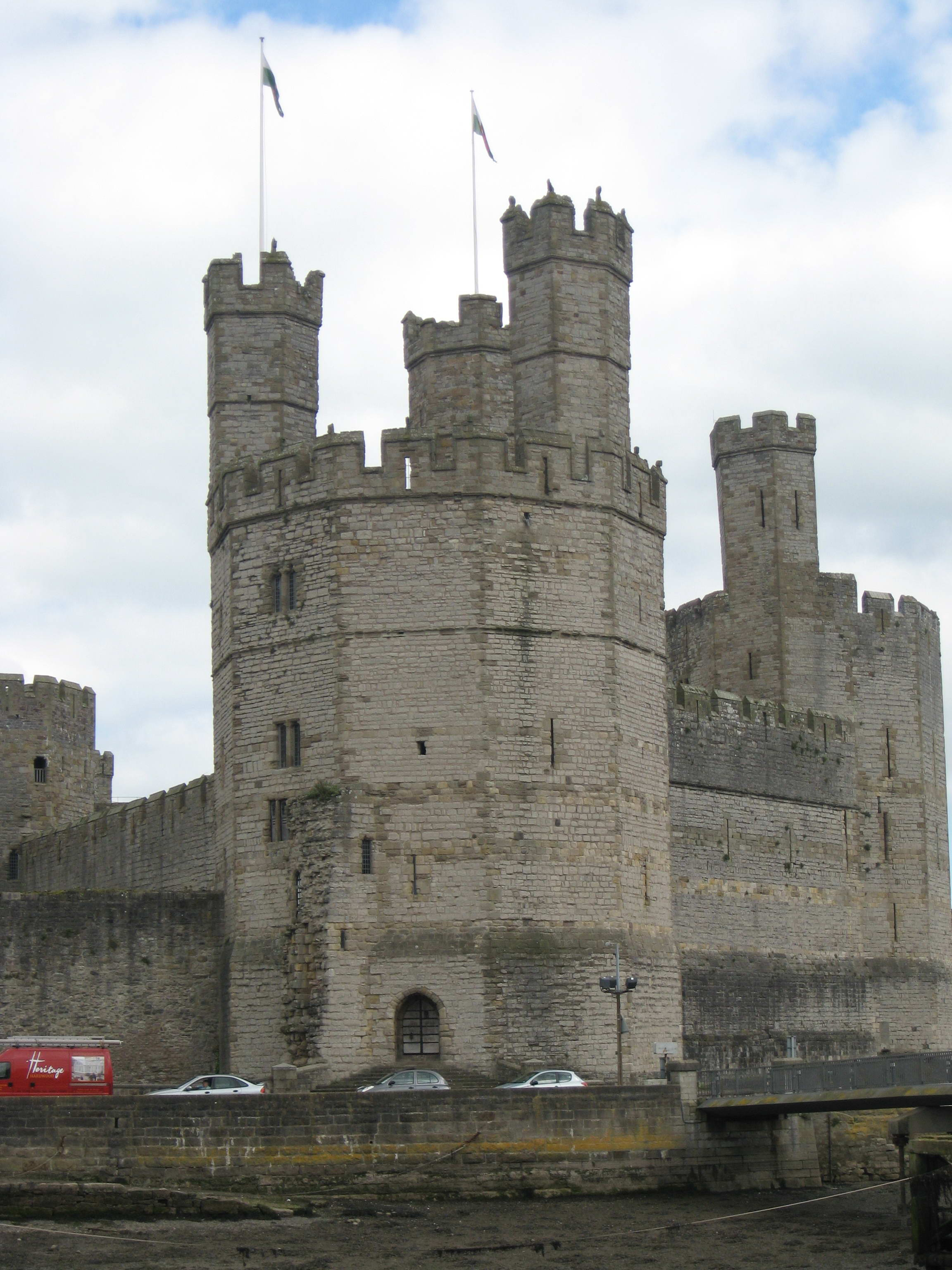
Орлиная башня — самая высокая башня замка

На дизайн замка повлияло желание сделать из него величественный символ английской власти над Уэльсом. Карнарвон должен был стать административным центром северной части присоединённых территорий. На расположение замка повлиял выбор наиболее удобного географического положения. Важную роль в выборе места также сыграло расположение возвышенности, использовавшееся для его деревянного норманнского предшественника. Стены замка огораживают узкое, похожее на грубую восьмёрку пространство. Это пространство было разделено на две части: верхнее восточное и нижнее западное соответственно. Восточная часть должна была содержать апартаменты для короля, которые, впрочем, никогда не были завершены. Разделение предполагало наличие для этой цели специальных сооружений, которые также не были построены. Внешний вид замка отличается от других замков, построенных Эдуардом, чередой цветных полос в стенах, которые, таким образом, были похожи на стены Константинополя. Намеренное использование приёмов в строительстве, применяемых в Римской империи, должно было повысить авторитет Эдуарда I как правителя. Также считается, что на конструкцию замка повлияла мечта римского императора Магна Максима о форте, «самом красивом, какой люди когда-либо видели», в пределах города, расположенного у устья реки в гористой местности напротив острова. Эдуард посчитал, что этим фортом был римский Сегонций.
Кроме полос разного цвета, из которых состояли стены замка, замок Карнарвона отличался от других замков башнями, которые у него были не круглыми, а многоугольными. Считается, что выбор именно такой формы башен также должен был ассоциироваться с башнями Константинополя.  Орлиная башня в западной части замка была самой большой. На ней расположены три башенки, каждая из которых в прошлом была увенчана статуями орлов. Башня содержала большое помещение и возможно была построена для Отто де Грандсона, первого юстициара Уэльса. Замок также содержал специальные ворота, через которые посетители могли в него попасть, плывя вверх по реке Сент.

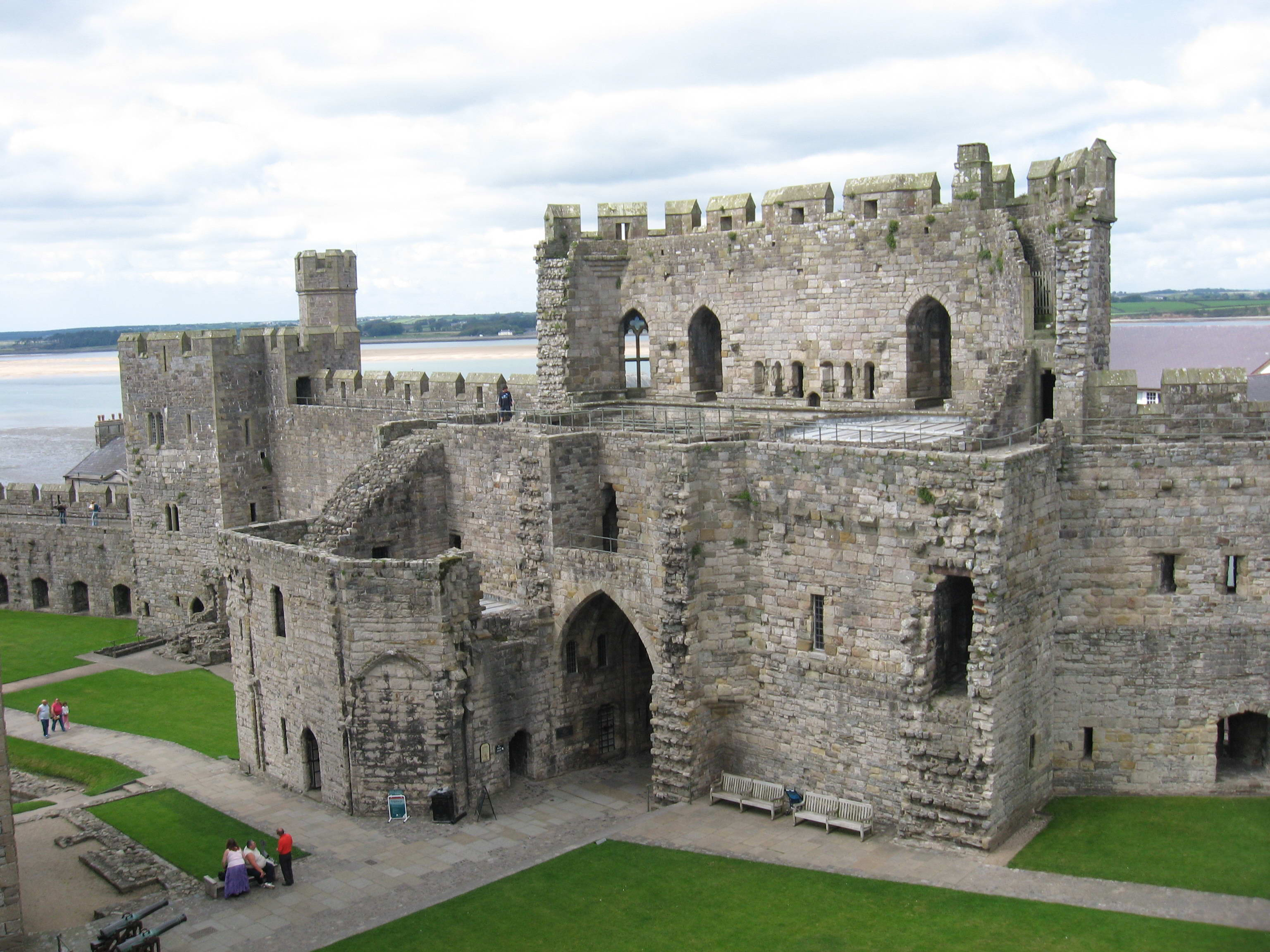
Незаконченная внутренняя часть ворот Короля

Замок имеет два основных входа. Один позволяет проникнуть в замок только из расположенного к северу города (ворота Короля), второй находится на юго-востоке и позволяет попасть в замок, минуя город (ворота Королевы (англ. Queen's Gate). Ворота охранялись типичными для того времени мощными укреплениями с башнями с обеих сторон от входного проёма. Если бы строительство ворот Короля было завершено, то человек должен был бы пройти по двум подъёмным мостам, через пять входных проёмов, под шестью опускающимися решётками, пройти поворот на 90 градусов, и только после этого он оказывался в западной части замка. На пути было множество бойниц и дыр-убийц. В нише над входом в ворота Короля в 1321 году была сооружена статуя Эдуарда II. 
В то время, как стена и башни остались почти нетронутыми, всё, что осталось от зданий внутри замка — это их фундамент. Если в верхней части замка должны были находиться апартаменты короля, то в нижней — такие здания, как кухни. Кухни находились сразу к западу от ворот Короля. Изучив плохо сохранившиеся фундаменты кухонь, Арнольд Тейлор пришёл к выводу, что они были построены не очень основательно. Другой ключевой деталью внутреннего пространства замка был т. н. Большой Холл (англ. Great Hall), примыкавший к южной стороне нижней части замка. От этого сооружения остался только фундамент, но в свою лучшую пору Большой Холл был впечатляющим зданием с красивой архитектурой, в котором проводились различные торжественные мероприятия.